# پانتسرشرک
پانتسرشرک (به آلمانی: Panzerschreck) یک راکت‌انداز دوش پرتاب ضد تانک بود که در آلمان نازی تولید و در ارتش کشورهای: فنلاند، پادشاهی مجارستان، رومانی و جمهوری سوسیال ایتالیا مورد استفاده قرار گرفت.